# Лозновское сельское поселение (Белгородская область)
Лозно́вское се́льское поселе́ние — муниципальное образование в Чернянском районе Белгородской области.
Административный центр — село Лозное.

## История
Лозновское сельское поселение образовано 20 декабря 2004 года в соответствии с Законом Белгородской области № 159.

## Население
| 2010 | 2011 | 2012 | 2013 | 2014 | 2015 | 2016 | 2017 | 2018 |
| ---- | ---- | ---- | ---- | ---- | ---- | ---- | ---- | ---- |
| 581  | ↘579 | ↘572 | ↗580 | ↗582 | ↘574 | ↘555 | →555 | ↘544 |
| 2019 | 2020 | 2021 |      |      |      |      |      |      |
| ↘530 | ↘522 | ↘510 |      |      |      |      |      |      |

## Состав сельского поселения
| № | Населённый пункт | Тип населённого пункта       | Население |
| - | ---------------- | ---------------------------- | --------- |
| 1 | Лозное           | село, административный центр | ↘510      |